# Хеер, Освальд фон
О́свальд фон Хе́ер (нем. Oswald von Heer; 1809—1883) — швейцарский геолог, палеоботаник, энтомолог, ботаник.
Один из основателей палеоботаники. Хеер был одним из рьяных защитников гипотезы о существовании в древние времена материка между Америкой и Европой, так называемой Атлантиды, объясняющей характер флоры третичного периода в Европе. Сторонник сальтационизма.

## Биография
Освальд фон Хеер родился 31 августа 1809 года в Нидерузвиле (кантон Санкт-Галлен, Швейцария).
С 1828 года изучал естественные науки (энтомологию у Эрнста Фридриха Гермара, зоологию у Христиана Людвига Ницша, ботанику у Курта Шпренгеля) и теологию в Университете в Галле (Германия).
По окончании образования в 1831 году он вернулся в Швейцарию и поступил в духовное звание. Исследовал геологию, растения и насекомых Тирольских Альп.
С 1834 года — приват-доцент ботаники, с 1835 года — профессор ботаники и энтомологии Цюрихского университета, директор Цюрихского университетского ботанического сада. Учениками Хеера являются Карл Вильгельм фон Негели, И. Ф. Шмальгаузен, Карл Шрётер.
В 1843 году основал Общество сельского хозяйства и садоводства кантона Цюрих (нем. Verein für Landwirthschaft und Gartenbau des Kantons Zürich).
С 1876 года Освальд фон Хеер — иностранный член-корреспондент Петербургской академии наук.
Вместе с Э. Регелем издавал Швейцарский журнал для сельского хозяйства и садоводства (нем. Schweizerische Zeitschrift für Land und Gartenbau). Громкую известность принёс Хееру ряд сочинений по ископаемой флоре и фауне, особенно неогенового отдела третичной системы. Хееру не только удалось установить на основании ископаемых остатков характер органической жизни этого периода и господствовавший тогда климат, но и проследить для некоторых стран последовательные изменения растительности в течение этого периода и определить приблизительно средние годовые температуры в начале и конце его.
В течение 18 лет (с 1850 по 1868 год) он был членом совета кантона Цюрих.
Освальд фон Хеер умер 27 сентября 1883 года в Лозанне.

## Печатные труды
- лат.  Heer O. Fauna coleoptarum Helvetica, 1837-41
- нем.  Heer O. Die Käfer der Schweiz, 1838-41
- нем.  Heer O. Analytische Tabellen zu Bestimmung der phanerogamischen Pflanzengattungen der Schweiz, 1840
- нем.  Heer O., Hegetschweiler J. J. Flora der Schweiz, 1840
- нем.  Heer, Blumenheer. Der Kanton Glarus Formularende, 1846
- нем.  Heer O. Die Insectenfauna der Tertärgebilde von Oeningen und Radoboj in Kroatien, 1847-1853
- лат.  Heer O. Flora tertiaria Helvetiae, 1855–1859
- нем.  Heer O. Untersuchungen über das Klima und die Vegetationsverhältnisse des Tertiärlandes. – Winterthur: Wurster u. Co., 1860
- нем.  Heer O. Beiträge zur Insektenfauna Oeningens, 1862
- нем.  Heer O. Beiträge zur Fossilen Flora von Sumatra,1862
- нем.  Heer O. Beiträge zur Insektenfauna Oeningens: Coleoptera, Geodephagen, Lamellicornen und Buprestiden, 1862
- англ.  Heer O., Pengelly W. On the lignite formation of Bovey Tracey, Devonshire, 1863
- нем.  Heer O. Die Pflanzen der Pfahlbauten, 1865
- нем.  Heer O. Die Urwelt der Schweiz, 1865
- нем.  Heer O. Fossile Hymenopteren aus Oeningen und Radoboy, 1867
- нем.  Heer O. Flora fossilis arctica — Die fossile Flora der Polarländer, 1868-1883
- нем.  Heer O. Über die Braunkohlenpflanzen von Bornstädt, 1869
- нем.  Heer O. Die miocene baltische Flora, 1869
- нем.  Heer O. Die miocene Flora und Fauna Spitzbergens // Kongl. Svensk. Vetensk.-Akad. Handl. 1870. Bd 8, № 7
- нем.  Heer O. Fossile Flora der Bären Insel. 1871
- фр.  Heer O. Le monde primitif de la Suisse. 1872
- нем.  Heer O. Die Kreide-Flora der Arctischen Zone. 1874
- швед.  Heer O. Anmärkningar öfver de af svenska polarexpeditionen 1872-73 upptäckte fossila växter. 1874
- нем.  Heer O. Über fossile Pflanzen von Sumatra. Zürich, 1875
- нем.  Heer O. Beiträge zur fossilen Flora Spitzbergens: Gegründet auf die Sammlungen der schwedischen Expedition vom Jahre 1872 auf 1873. – Stockholm: P.A. Norstedt u. Säner, 1876
- нем.  Heer O. Flora fossilis Helvetiae. Die vorweltliche Flora der Schweiz. – Zürich: J. Wurster und Komp., 1877
- нем.  Heer O. Beiträge zur fossilen Flora Sibiriens und des Amurlandes. 1878
- фр.  Heer O. Contributions à la flore fossile de Portugal, Lisboa, 1881
- нем.  Heer O.  Analytische Tabellen zur Bestimmung der phanerogamischen Pflanzengattungen der Schweiz, 1884